# یولی
یولی (آلمانی: Juli) یک گروه موسیقی آلترناتیو-پاپ آلمانی است.